# Soeterbeek (landgoed)
Soeterbeek is een buitenplaats op het terrein van een voormalig klooster, dat gelegen is aan de Dommel aan de weg van Nederwetten naar Eckart, in de gemeente Nuenen, Gerwen en Nederwetten, in de Nederlandse provincie Noord-Brabant.

## Historie

### Het Augustinessenklooster

#### Oprichting en bloei

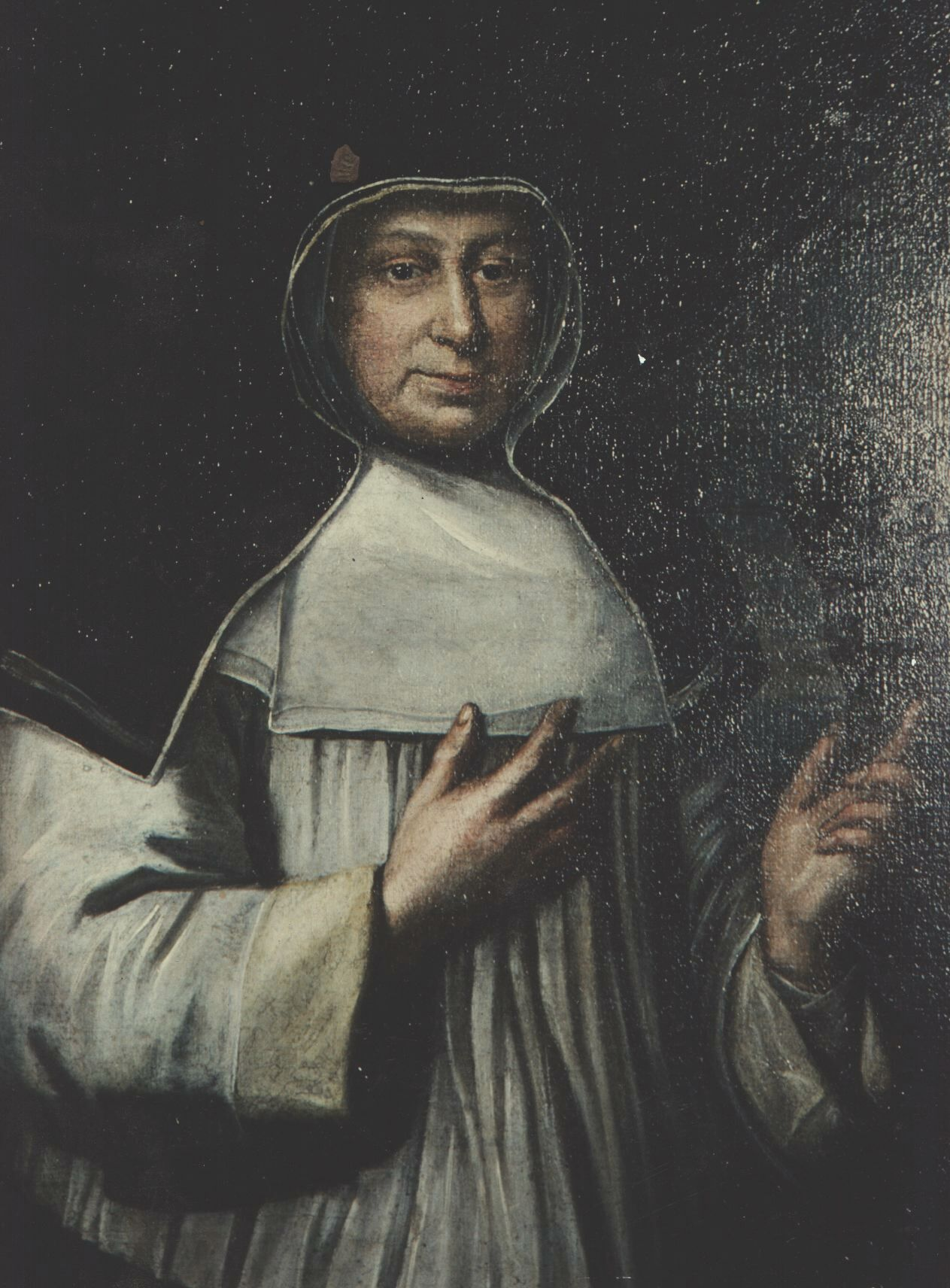
Elisabeth Hurckmans, non in het klooster Soeterbeek in de vroege 18e eeuw.

Het nonnenklooster Soeterbeek werd gesticht door Henricus Sanders van Someren, ook Henricus Alexandri genaamd, die van 1436-1469 pastoor was van Nederwetten. Dit klooster is vernoemd naar de Soetbeeck, een zijtak van de Dommel ter plaatse.
Henricus had van 1428 tot 1433 gestudeerd aan de Universiteit van Keulen. Hij hield zich, zoals toen gebruikelijk was, niet aan het celibaat, doch had drie dochters, namelijk Jenneke, Geertrui en Katherijn. Deze pastoor heeft het initiatief genomen tot het stichten van het klooster Soeterbeek in 1448, en eveneens tot het stichten van de kerk te Nederwetten, waarvan tegenwoordig nog de Oude Toren over is gebleven. Zijn dochters Jenneke en Geertrui behoorden tot de eersten die tot het klooster toetraden.
In 1452 kreeg hij van Nicolaas van Cusa toestemming hiervoor. Het ging om de reguliere kanunnikessen van de orde der augustinessen. Ze stonden onder toezicht van het klooster Mariënhage te Eindhoven. Dit werd bevestigd door Jan van Heinsberg, bisschop van Luik, in 1454. Spoedig bleek echter dat de bodem te moerassig was, waarop in 1462 toestemming werd verleend door bisschop Lodewijk van Bourbon om het klooster op een iets andere locatie te bouwen. Dit gebeurde, maar het klooster bleef haar oorspronkelijke naam, Onze Lieve Vrouwe van Soeterbeek, behouden. In 1467 werd het klooster definitief ingewijd.
In een dergelijk klooster werd aan nijverheid gedaan, in dit geval het vervaardigen van linnen, dat in de Dommel gewassen kon worden. Men onderscheidde koorzusters en werkzusters. Beiden waren slotzusters, ze mochten dus niet buiten het klooster komen. Donatinnen mochten dat wel, zij konden dus werkzaamheden verrichten buiten het klooster. Naast de linnenfabricage bezat het klooster twee boerderijen.
Het aantal zusters nam toe van 18 in 1467 tot 48 in 1526. Een van de weldoeners van het kasteel was Jacob van Croy, die bisschop was van Kamerijk, maar die ook het Kasteel Croy had bewoond. De uit Mierlo afkomstige Willem van Enckevoirt zorgde ervoor dat paus Julius II in 1507 het klooster in bescherming nam.

#### Ondergang
Niettemin kwamen er ook tegenslagen, zoals een brand door onvoorzichtigheid in 1539, en een plundering door Maarten van Rossum in 1543. Hierdoor verviel het klooster in armoede, en in 1555 moest Filips II van Spanje aan het klooster kwijtschelding van schulden verlenen. Doch toen brak de Tachtigjarige Oorlog uit, en in 1583 moesten de zusters vluchten naar de Abdij van Binderen bij Helmond, terwijl hun klooster geplunderd werd. In 1587 vluchtten de zusters opnieuw naar Binderen, want de Staatse troepen van de graaf van Hohenlohe bedreigden nu de streek. Ze verwoestten Helmond, maar lieten Soeterbeek met rust.
In 1613 kwamen er zeven zusters uit het klooster Sint-Annaburg te 's-Hertogenbosch naar Soeterbeek, omdat hun klooster door de jezuïeten moest worden afgestaan. Dit leidde tot ruzies en verslapping van de discipline, waarop de Bossche bisschoppen Ghisbertus Masius en Nicolaas Zoesius bemiddelend optraden. Na de val van 's-Hertogenbosch in 1629 kwam bisschop Michael Ophovius naar de Meierij en bezocht ook het klooster, om in 1630 te constateren dat alles weer op orde was. Tot 1648 waren er geen moeilijkheden met de Staatse overheid.
Dit veranderde na dit jaar. Er mochten geen nieuwe nonnen meer worden aangenomen en het klooster moest uitsterven. In 1699 waren er klachten over een katholieke school die de nonnen eropna hielden, en ook bleken er nog jonge zusters te worden aangenomen. De laatste zuster die in 1648 nog op Soeterbeek woonde stierf echter pas in 1716, waarna het klooster werd opgeheven en te koop aangeboden. Het werd gekocht tegen een veel te lage prijs, omdat de mensen dachten dat de koop van genaaste kloostergoederen onheil zou brengen. Het klooster werd gekocht door Jacobus Minten, die echter een stroman van de nonnen was en aan de Staten-Generaal verzocht om de overgebleven zusters tot hun dood te mogen blijven huisvesten, wat echter werd afgewezen. Ze bleven er echter toch wonen. Op 20 november 1731 kregen de nonnen weer de aanzegging om te vertrekken naar het Land van Ravenstein, maar de meeste nonnen waren oud en ziekelijk en hadden groot prijkel om te sterven als ze de winterse voettocht zouden aanvaarden. Uiteindelijk moesten ze uiterlijk 1 mei 1732 vertrekken onder leiding van Elisabeth Hurckmans. De nonnen kwamen toe in Antwerpen in 1733. Daar moesten ze om den node werken als wevers. Hun kloosterregels werden opgesteld door een lokale deken. Ondertussen hadden ze het landgoed Den Boogaert te Deursen gekocht, waar ze naartoe zouden gaan. Daar heeft het nieuwe Klooster Soeterbeeck tot 1997 bestaan. De kostbaarheden uit het klooster Soeterbeek, die daar werden bewaard, zijn na de opheffing van het Deursense klooster helaas verspreid geraakt.

### Buitenplaats
De nonnen hebben het klooster verkocht aan Aart Habraken onder voorwaarde dat de gebouwen tijdens zijn leven niet gesloopt mochten worden. Ze vervielen echter wel, en ze werden gesloopt nadat Aart was gestorven, waarna de gronden verdeeld raakten over verschillende eigenaren. Uiteindelijk werden de percelen opgekocht door Josephus Smits van Oyen, die op de ruïnes van het klooster in 1835 een landhuis liet bouwen, dat in de volksmond Kasteel Soeterbeek werd genoemd. Men sprak van een heerlijk gebouw, omgeven met lusthoven en bevallige waterwerken. In 1845 stierf Josephus, waarna het goed aan zijn twee ongehuwde dochters toekwam. De tuinen waren prachtig, maar na 1888 mocht het publiek ze niet meer betreden.
In 1905 echter werd het landhuis openbaar verkocht aan E. de Kuijper, die het in 1921 weer van de hand deed aan een Haags weduwen- en wezenfonds. Het huis werd een café-restaurant, dat echter in 1936 afbrandde. Het werd gekocht door Johannes Theodorus Maria Smits van Oyen. Deze liet een nieuw landhuis bouwen door architect Frits Eschauzier en ging er wonen, nadat hij zijn landgoed op Eckart had verkocht. Hierna kwam zijn zoon Johannes Jacobus Smits van Oyen er te wonen. Vader en zoon waren beiden burgemeester van Nuenen, Gerwen en Nederwetten. Johannes stierf in 1977, maar zijn weduwe, Marie Therese Smits van Oyen - van Rijckevorsel is er blijven wonen tot haar overlijden in 2010. Nadien kwamen er twee nazaten van Johannes Jacobus te wonen: een zoon en een dochter.

## Heden
Het park van de buitenplaats ligt in een fraai omgracht terrein met een groot aantal monumentale oude bomen. De gebouwen hebben de afgelopen jaren grondige restauraties ondergaan. Het koetshuis is tegenwoordig te huur als vergaderlocatie. Het park van de buitenplaats is bij uitzondering publiek toegankelijk, bijvoorbeeld tijdens de Open Monumentendag in 2021.

## Foto's

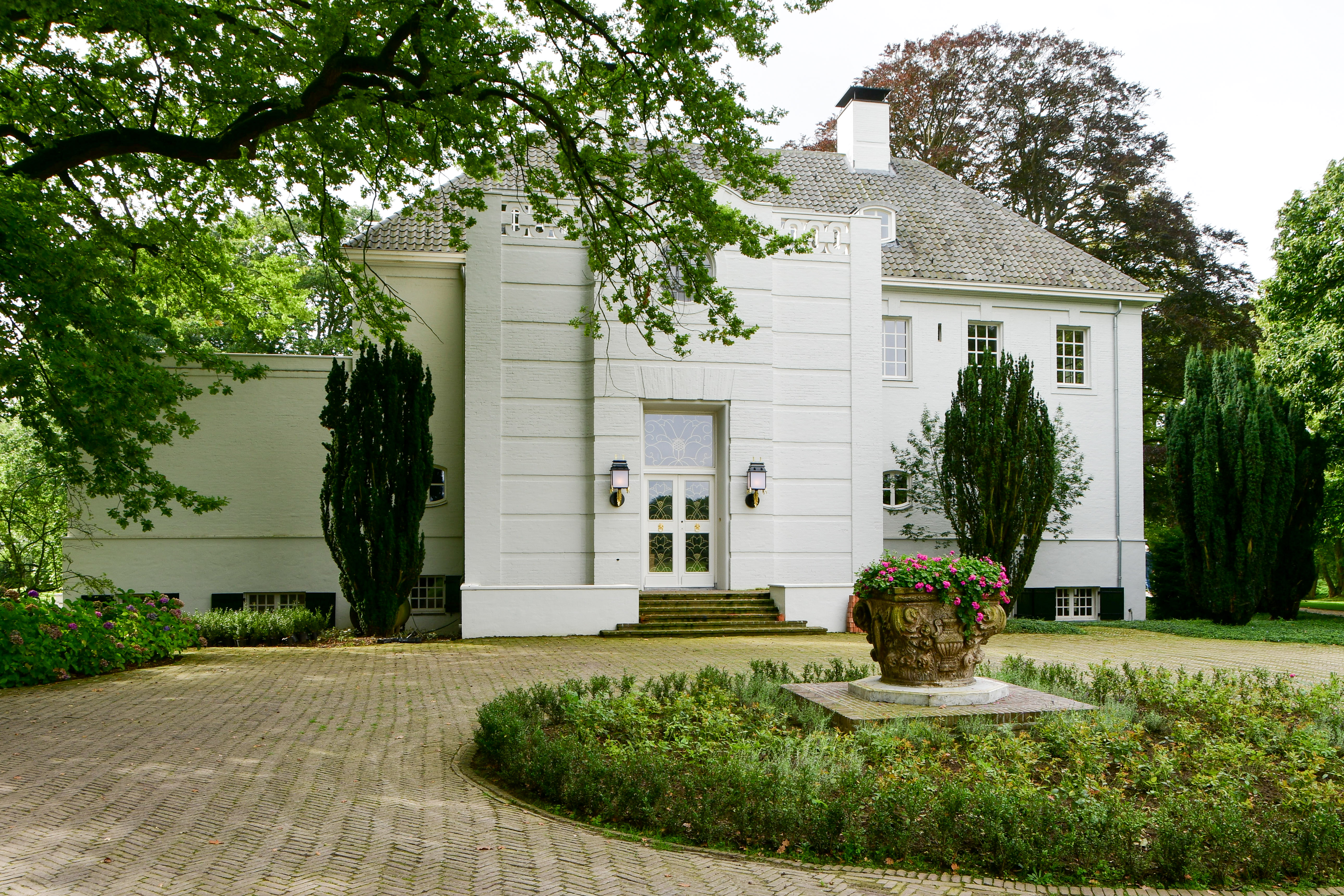
Hoofdgebouw, noordzijde
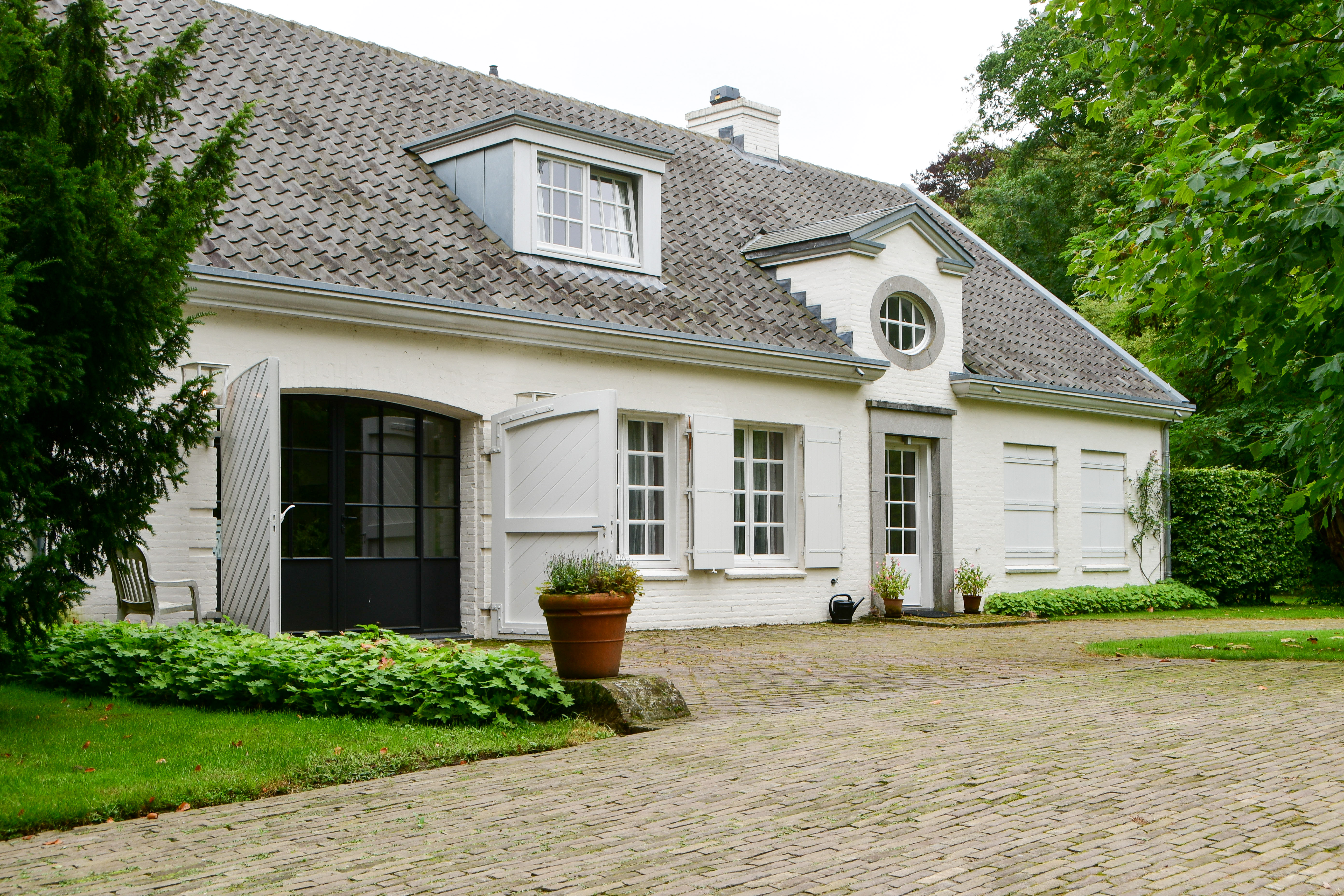
Koetshuis
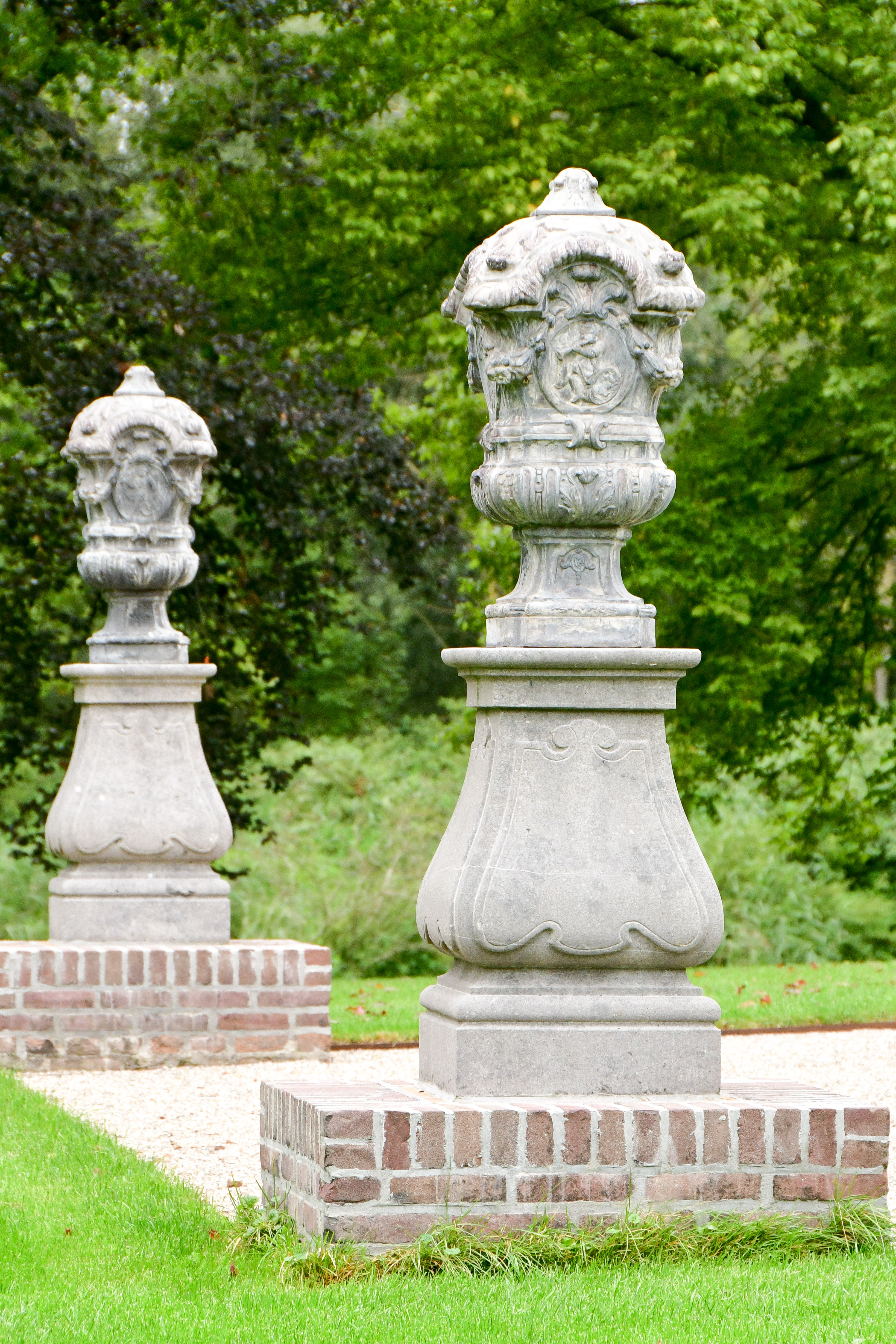
Loden tuinvazen
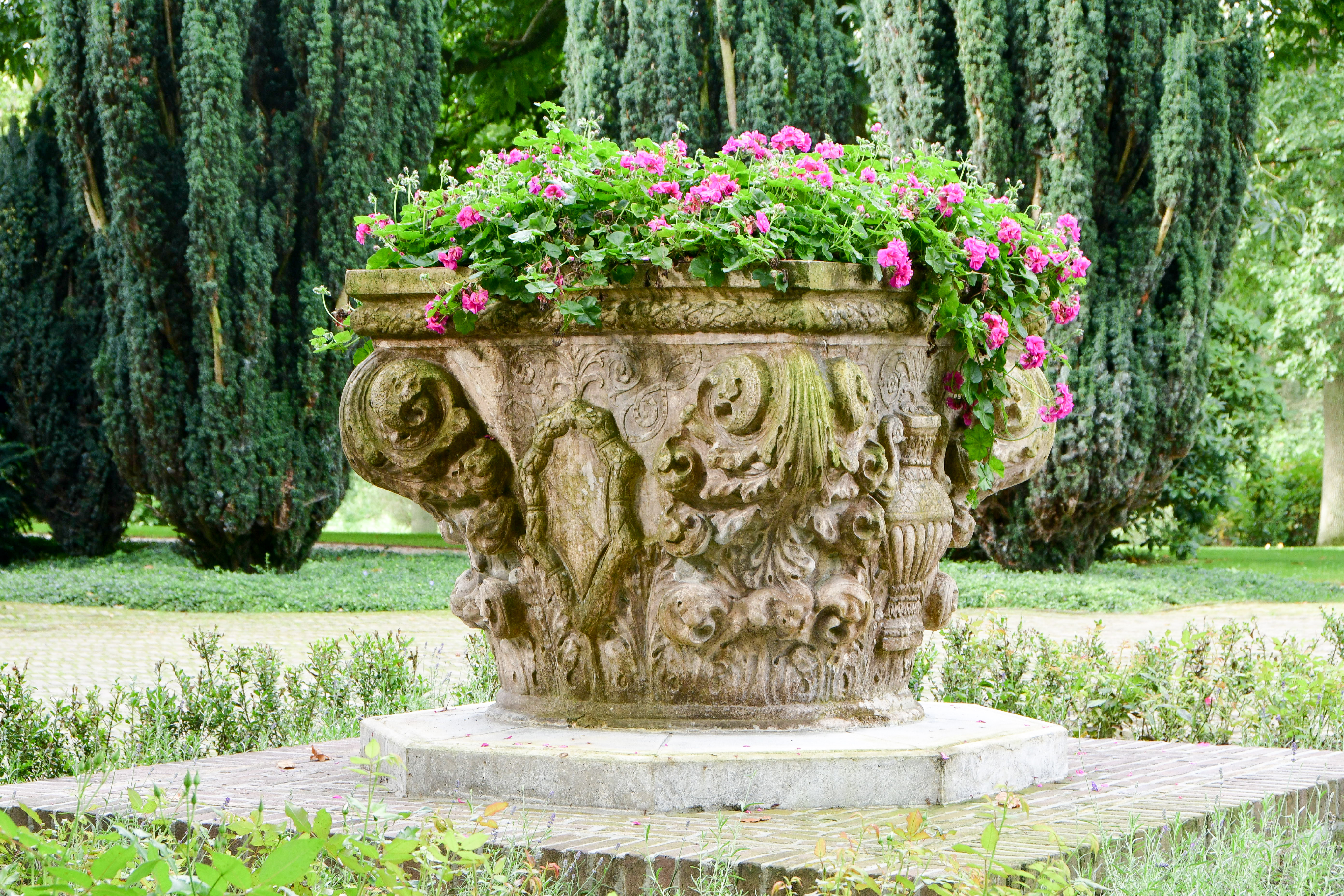
Bloembak in de vorm van een kapiteel
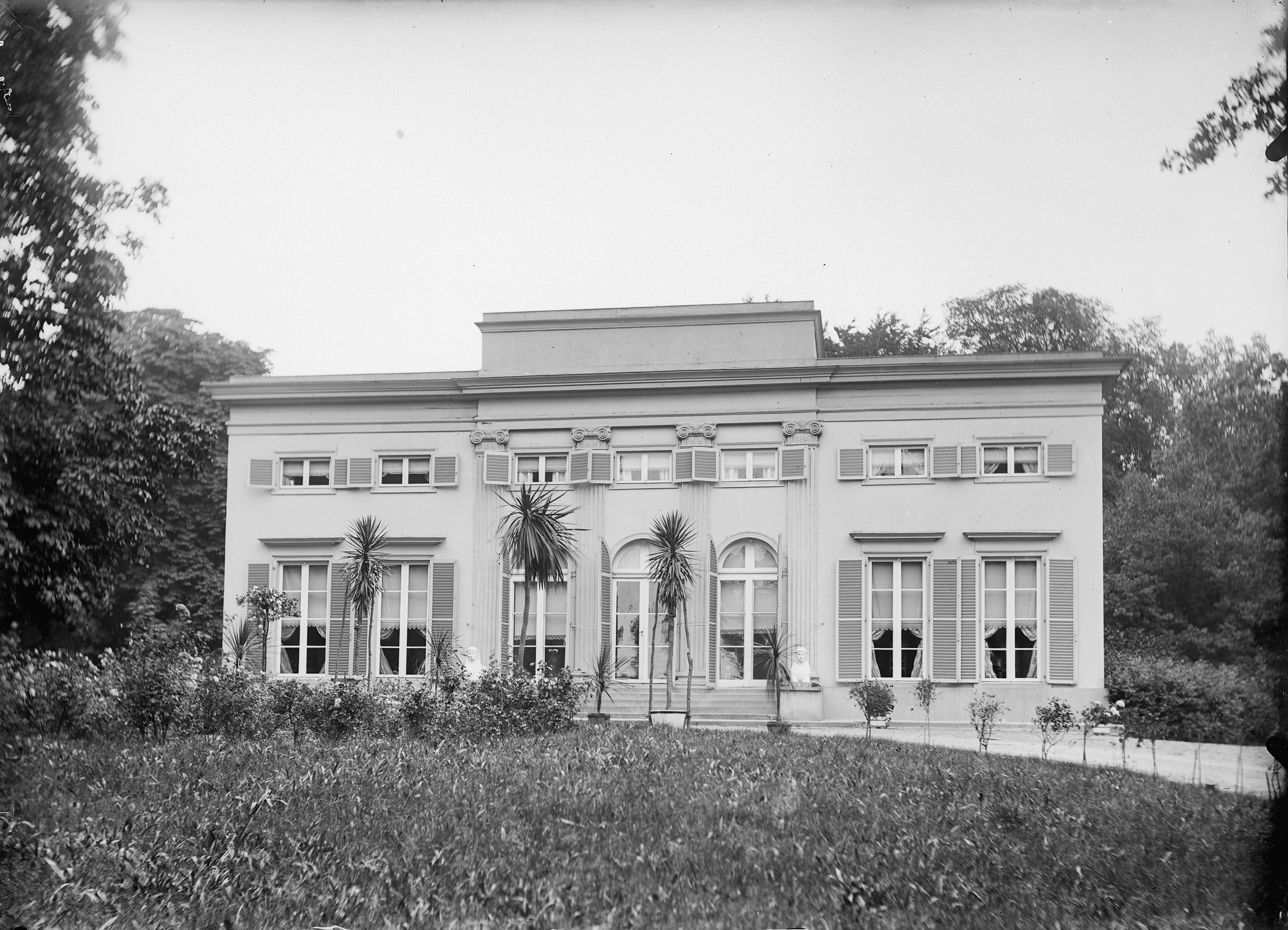

## Rijksmonument
Sinds 2001 heeft Soeterbeek de status van rijksmonument. Complex Soeterbeek omvat:
- huis Soeterbeek
- de parkaanleg
- de dienstwoning
- de bakstenen muur en schuur (oostelijk van de dienstwoning)
- de dam met hekpijlers en duiker (toegang tot terrein Soeterbeek)
- drie korfboogvormige bruggen
- achteringang van het terrein: ingangspartij bestaande uit dam met keermuren en hekwerk
- twee loden tuinvazen (aan de zuidkant van huis Soeterbeek)
- grote kapiteelvormige bloembak (aan de noordkant van huis Soeterbeek)
- tuinvaas van zandsteen, met voet
- zonnewijzer van smeedijzer op sokkel